# Magnetic anomaly detector
En magnetic anomaly detector (forkortet MAD) er et instrument der benyttes til at måle variationer i jordens magnetfelt. Ordet refererer specifikt til et magnetometer brugt at militære enheder i antiubådskrigsførelse (en masse af ferromagnetisk materiale som skaber en detekterbar ændring af magnetfeltet); Det militære MAD udstyr er en videreudvikling af de geomagnetiske måleinstrumenter der benyttes til at søge efter mineraler ved hjælp af forstyrrelser i jordens magnetfelt.

## Historie
Geoudforskning ved at måle at studere variationer i jordens magnetfeldt er blevet udført siden 1843. Den første brug af magnetometere fandt sted i jagten på jernmalm. Thalen's 'The Examination of Iron Ore Deposits by Magnetic Measurements', udgivet i 1879, var den første videnskabelige lærebog om den praktiske brug af et magnetometer.
Magnetic anomaly detectors brugt under 2. verdenskrig benyttede fluxgate magnetometer, en billig og nem måde at benytte teknologien, denne måde blev udviklet af Victor Vacquier i 1930'erne i jagten på jernmalm. MAD udstyr blev brugt både af de japanske og amerikanske antiubådsstyrker, enten slæbt efter et skib eller placeret i et fly for at kunne detektere fjendtlige ubåde. Japanerne kaldte teknologien jikitanchiki (磁気探知機, "magnetisk detektor"). Efter krigen fortsatte US Navy med at udvikle MAD udstyret parallelt med sonar-teknologien.

## Benyttelse
For at reducere interferens fra elektronisk udstyr og metal i flystellet er MAD-sensoren placeret for enden af en bom pegende agtenud eller som en cylinder trukket efter flyet eller helikopteren. På trods af disse forholdsregler må ubåden være relativt tæt på flyets position og tæt på overfladen for at flyet kan opfange variantionen i magnetfeltet. Størrelsen og skrogets materialer afgør hvor stort en variation, der kan måles. MAD udstyr er normalt placeret på maritime patruljefly.

## I brug
Der er nogle misforståelser om måden man detekterer neddykkede ubåde ved hjælp af MAD-systemet. Magnetisk moment forskydelse er angiveligt den største forstyrrelse af magnetfeltet, alligevel er ubåde detekterbare når de er orienteret parallelt med jordens magnetfelt på trods af at være bygget med et amagnetisk materiale. Eksempelvis den sovjetisk/russisk-byggede Alfa-klasse, hvis skrog er bygget af titanium for at give gode dykkeegenskaber og beskyttelse mod MAD-sensorer er stadig detekterbar.
At Alfa'en stadig er detekterbar har ført til analytikere har udledt at navnet på MAD er en bevidst vildledning der har vist sig så effektiv at Sovjetunionen besluttede at bygge Alfa-klassen og en overgang endda overvejede at bygge den store Typhoon-klasse af titanium. Siden titaniumskrog kan spores, opfanger MAD-sensorer ikke direkte afvigelserne i jordens magnetfelt. I stedet kan de beskrives som en yderst følsomt langtrækkende elektrisk og elektromagetisk detektor.
Et elektrisk felt opstår når en elektrisk leder oplever en variation i det fysiske miljø, forudsat at lederen er en sammenhængende og har tilstrækkelig stor masse. især i et ubådsskrog er der en målelig temperaturforskel på bunden og toppen af skroget som skaber en forskel i saliniteten, da saliniteten er påvirket af vandtemperaturen. Salinitsforskellen skaber et elektrisk potentiale over skroget. En elektrisk strøm ledes derefter igennem de forskellige lag af vand over skroget der er skabt af dybde og temperatur.[kilde mangler]
Resultatet er et dynamisk elektrisk felt der producerer et elektromagnetisk felt, derfor vil selv et titaniumskrog være detekterbart på MAD-udstyr.

## Andet brug
Ved geomagnetiske undersøgelser kan MAD-udstyr monteres på en lang sonde foran flyet eller slæbes bag flyet. Ud fra de målte data producerer geologer et kort, hvorfra man kan bestemme placeringen og omfanget af mineralforekomster.
Under Vietnamkrigen benyttede det originale AC-130A Spectre "Pave Mace"/"Black Crow" MAD-systemet til at opfange lastbilers tændspoler i køretøjer gemt under junglens træer. Når den elektriske strøm går igennem sådan en spole, skaber det magnetisk flux, kort sagt producerer den en ændring i magnetfeltet i et givent område. Især i det øjeblik lastbilerne bliver startet, og tændspolernes spænding går fra nul til maksimum, producerer det et nemt detekterbart antal weber.